# 南解次次雄
南解次次雄（なんかい じじゆう、生年不詳 - 24年）は、新羅の第2代の王（在位:4年 - 24年）であり、姓は朴。二聖と称される新羅始祖赫居世居西干と閼英夫人との間の長男。

## 治世
紀元4年3月に赫居世の死去を受けて即位した。同年7月には楽浪の侵入を受けて首都の金城が何重にも包囲された。このとき、王は自らの不徳を嘆いて群臣にどうするべきかを尋ねたところ、臣下の者は「我々が喪に服していることを恃んで賊が攻めてきたのであって、天佑は賊には及ばないであろうから、恐れることはない」と言った。やがて楽浪の兵は引き上げた。
賢者の昔脱解（後の第4代王の脱解尼師今）の噂を聞きつけて取立て、王の長女を嫁がせ、10年7月には大輔の役につかせ、軍事及び政治を任せた。
14年には倭人が兵船100艘余りで攻め寄せ、海岸の民家を略奪した。これに対して六部の精兵を派遣したところ、手薄になった首都を楽浪軍に攻められた。しかし、流星が楽浪軍の陣に落ちたため、彼らは恐れて引き上げたという。さらに六部の兵を送って追撃させたが、賊軍が多いので追撃は中止となった。
24年の9月以降に在位21年にして死去し、始祖赫居世の陵である虵陵（現在地未詳）の域内に葬られた。

## 王の称号
『三国史記』及び『三国遺事』では金大問（8世紀の新羅の学者）の解説として、「次次雄」は「慈充」ともいい、巫（シャーマン）を表す語とし、鬼神に仕えるシャーマンへの畏怖から転じて尊称になったとする。また、こうした称号に現われることから、新羅初期の社会はシャーマニズムの支配する部族社会であったと見られている。

## 家系
- 祖母：娑蘇夫人
  - 父：赫居世居西干
  - 母：閼英夫人

## 系図
|  |  | N/A | N/A | N/A | N/A | N/A | N/A |                            |                            |                            |                            |                            |                            | 사소부인 娑蘇夫人      | 사소부인 娑蘇夫人 | 사소부인 娑蘇夫人 | 사소부인 娑蘇夫人 | 사소부인 娑蘇夫人 | 사소부인 娑蘇夫人 |                   |                   |                   |                   |                   |                   |
|  |  | N/A | N/A | N/A | N/A | N/A | N/A |                            |                            |                            |                            |                            |                            | 사소부인 娑蘇夫人      | 사소부인 娑蘇夫人 | 사소부인 娑蘇夫人 | 사소부인 娑蘇夫人 | 사소부인 娑蘇夫人 | 사소부인 娑蘇夫人 |                   |                   |                   |                   |                   |                   |
|  |  |     |     |     |     |     |     |                            |                            |                            |                            |                            |                            |                        |                   |                   |                   |                   |                   |                   |                   |                   |                   |                   |                   |
|  |  |     |     |     |     |     |     | 혁거세 거서간 赫居世居西干 | 혁거세 거서간 赫居世居西干 | 혁거세 거서간 赫居世居西干 | 혁거세 거서간 赫居世居西干 | 혁거세 거서간 赫居世居西干 | 혁거세 거서간 赫居世居西干 |                        |                   |                   |                   |                   |                   | 알영부인 閼英夫人 | 알영부인 閼英夫人 | 알영부인 閼英夫人 | 알영부인 閼英夫人 | 알영부인 閼英夫人 | 알영부인 閼英夫人 |
|  |  |     |     |     |     |     |     | 혁거세 거서간 赫居世居西干 | 혁거세 거서간 赫居世居西干 | 혁거세 거서간 赫居世居西干 | 혁거세 거서간 赫居世居西干 | 혁거세 거서간 赫居世居西干 | 혁거세 거서간 赫居世居西干 |                        |                   |                   |                   |                   |                   | 알영부인 閼英夫人 | 알영부인 閼英夫人 | 알영부인 閼英夫人 | 알영부인 閼英夫人 | 알영부인 閼英夫人 | 알영부인 閼英夫人 |
|  |  |     |     |     |     |     |     |                            |                            |                            |                            |                            |                            |                        |                   |                   |                   |                   |                   |                   |                   |                   |                   |                   |                   |
|  |  |     |     |     |     |     |     |                            |                            |                            |                            |                            |                            | 남해 차차웅 南解次次雄 |                   |                   |                   |                   |                   |                   |                   |                   |                   |                   |                   |